# Shakes the Clown
Shakes the Clown é um filme norte-americano de comédia, de 1992, com direção e roteiro de Bobcat Goldthwait, que também interpreta o personagem principal. Também conta com atuações de Julie Brown, Blake Clark, Paul Dooley, Kathy Griffin, Florence Henderson, Tom Kenny, Adam Sandler, Scott Herriott, LaWanda Page, Jack Gallagher e uma participação especial de Robin Williams como Mime Jerry, usando o pseudônimo "Marty Fromage".

## Enredo
O filme é uma comédia de humor ácido sobre um palhaço de festa de aniversário no limiar da depressão e do alcoolismo, que é acusado de assassinato. Diferentes comunidades de palhaços, mímicos e outros artistas são retratados como subculturas clandestinas e rivais, obcecadas com precedência e estatus. É uma sátira amarga de Goldthwait ao circuito de comédia disfuncional que ele conhecia como comediante.

## Elenco
- Bobcat Goldthwait como Shakes the Clown
- Julie Brown como Judy
- Adam Sandler como Dink the Clown
- Blake Clark como Stenchy the Clown
- Tom Kenny como Binky the Clown
- Paul Dooley como Owen Cheese
- Kathy Griffin como Lucy
- Robin Williams (creditado como Marty Fromage) como Mime Jerry
- Paul Kozlowski como HoHo the Clown
- Dan Spencer como Boots the Clown
- Jeremy Kramer como detective Boar
- Jack Gallagher como oficial Crony
- Bruce Baum como Ty, o palhaço de rodeio
- Greg Travis como Randi, o palhaço de rodeio
- Florence Henderson como mulher desconhecida
- Scott Herriott como diretor de Piso
- LaWanda Page como Clown Barfly mulher
- Martin Charles Warner como Clown Barfly homem
- Johnny Silver como Clown Tailor
- Tim Kazurinsky como First Party Dad
- Sydney Lassick como Peppy the Clown
- Tony V. como Broken Saddle Bouncer

## Recepção
Shakes the Clown não foi um sucesso financeiro, ganhando cerca de US$ 115 mil em vendas de ingressos, contra um orçamento estimado de US$ 1,4 milhão.
A reação da crítica ao filme foi mista: Leonard Maltin deu uma a sua nota mais baixa, enquanto Betsy Sherman, do The Boston Globe, chamou de "O Citizen Kane dos filmes de palhaços alcoólicos". Roger Ebert deu ao filme duas de quatro estrelas, escrevendo que, embora algumas cenas isoladas fossem "muito engraçadas", o enredo estava disperso e as performances pareciam pouco ensaiadas  O filme tem uma classificação de 38% no site Rotten Tomatoes com base em 21 críticas, com o consenso; "Shakes the Clown tem um punhado de momentos memoráveis, mas eles estão espalhados em um filme cujas melhores idéias foram deixadas sem desenvolvimento no caminho para a tela".
Em entrevista a Conan O'Brien, Goldthwait revelou que Martin Scorsese havia defendido o filme contra detratores. Quando um crítico de cinema ridicularizou o filme a fim de enfatizar filmes bons e ruins, Scorsese revelou: "Eu gosto de Shakes the Clown . Você não ouviu? É o Cidadão Kane dos filmes de palhaços alcoólicos!"